# Guillaume Chiche

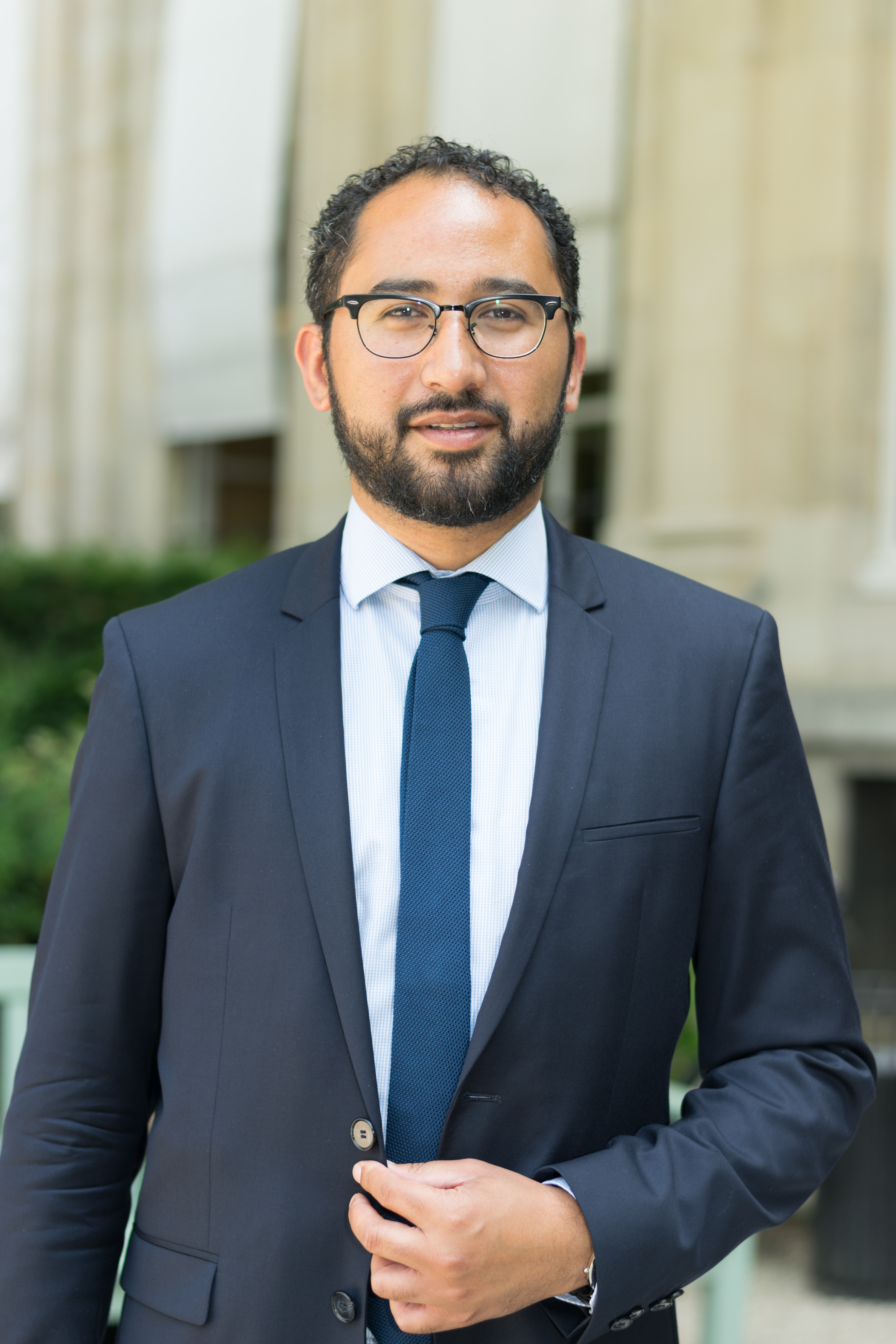
Guillaume Chiche

Guillaume Chiche (* 30. März 1986 in Niort) ist ein französischer Politiker. Er wurde am 18. Juni 2017 als Abgeordneter für den 1. Wahlkreis des Département Deux-Sèvres in die französische Nationalversammlung gewählt. Er galt als enger Verbündeter von  Staatspräsident Emmanuel Macron. Er wurde als Mitglied von La République en Marche gewählt, verließ die Partei jedoch und gehörte im  Mai 2020 zu den 17 Gründungsmitgliedern der  Parlamentsfraktion Écologie Dèmocratie Solidarité.

## Politische Laufbahn
Im Parlament ist Chiche im Sozialausschuss tätig. Er ist Mitglied in der parlamentarischen Gruppe für die Freundschaft mit  Argentinien und Brasilien.
Im  Januar 2019 wurde Chiche Mitglied im Vorstand von LREM. In dieser Funktion war er gemeinsam mit Laurent Saint-Martin für die Planung der Parteipolitik verantwortlich.

## Politische Standpunkte
In einem Bericht für das Parlament im Jahre 2018 schlug Chiche die Abschaffung des Einkommensplittings vor, stattdessen sollte eine persönliche Veranlagung für die Einkommensteuer erfolgen.
2019 führte Chiche zusammen mit Aurore Bergé eine Gruppe von LREM-Mitgliedern an, die einen Zugang zur künstlichen Befruchtung für alle befürworteten. Anders als Bergé trat Chiche  dafür ein, dass auch post-mortale künstliche Befruchtung erlaubt sein sollte, dieser Vorstoß wurde jedoch von der Parlamentsmehrheit abgelehnt.
Im Juli 2019  gehörte Chiche zu den  52 LREM-Parlamentariern, die sich bei der Abstimmung über die Ratifizierung des  Umfassenden Wirtschafts- und Handelsabkommens (CETA) der EU mit Kanada der Stimme enthielten.